# Черкасы (Карелия)
Черка́сы — деревня в составе Шуньгского сельского поселения Медвежьегорского района Республики Карелия.

## Общие сведения
Расположена на Заонежском полуострове, на южном берегу озера Ладмозеро.
В деревне находится деревянная часовня Иоанна Богослова (1914).
Восточнее деревни находится гидрологический памятник природы — родник «Три Ивана».

## Население
Численность населения в 1905 году составляла 47 человек.
| 2002 | 2010 | 2013 |
| ---- | ---- | ---- |
| 0    | →0   | ↗1   |